# Wichsenstein

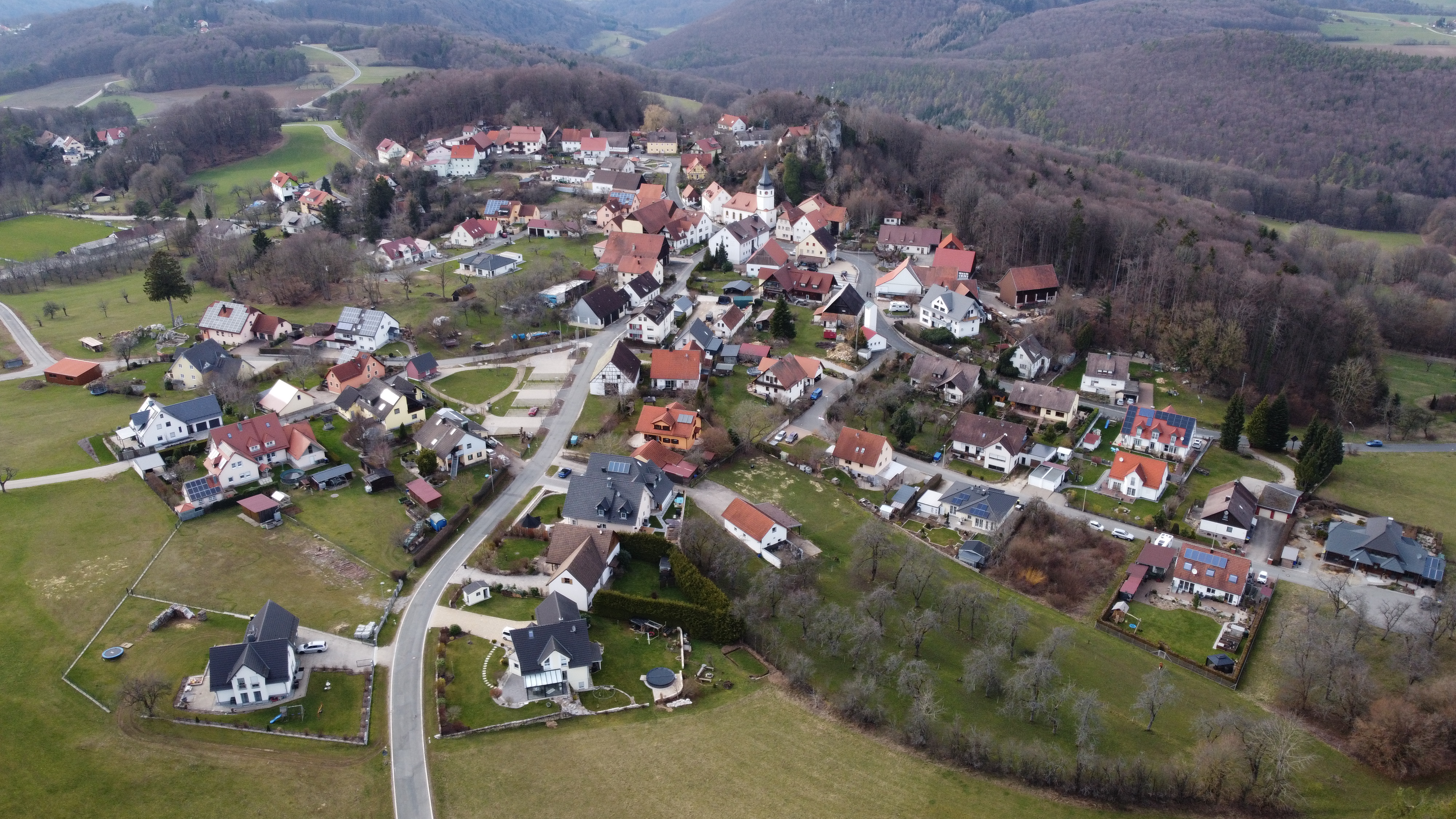
Luftbild von Wichsenstein aus östlicher Richtung.

Wichsenstein ist ein Gemeindeteil des Marktes Gößweinstein im Landkreis Forchheim (Oberfranken, Bayern).

## Geographie
Das Kirchdorf Wichsenstein liegt in der Fränkischen Schweiz zwischen den Städten Nürnberg, Forchheim und Bayreuth etwa sechs Kilometer südwestlich von Gößweinstein und vierzehn Kilometer östlich von Forchheim. Der inmitten des Ortes aufragende Wichsensteiner Fels ist über eine Treppe zu besteigen und bietet mit einer Höhe von 587,8 m ü. NN einen Panoramablick über die Fränkische Schweiz.

## Geschichte
Wichsenstein (im 14. Jahrhundert verschliffen aus „Wikkerstein“, dem Namen einer im Hochmittelalter der Adelsfamilie Wikker gehörenden Burg). entstand zu Füßen der „Burg der Wikker“. Die Gemeinde Wichsenstein wurde am 1. Mai 1978 aufgelöst. Der Hauptteil mit damals mehr als 500 Einwohnern und den Orten Wichsenstein, Altenthal, Hardt, Sattelmannsburg und Ühleinshof wurde in den Markt Gößweinstein eingegliedert. Die Orte Eberhardstein, Pfaffenloh und Urspring kamen mit damals etwa 50 Einwohnern zum Markt Pretzfeld.

## Verkehr
Wichsenstein ist über Kreisstraßen erreichbar.
Die Buslinie 222 verbindet den Ort mit der Großen Kreisstadt Forchheim und dem Hauptort Gößweinstein. Dorthin fährt zusätzlich an Schultagen die Buslinie 226. Abends und am Wochenende verkehrt ein Anrufsammeltaxi.

## Siehe auch

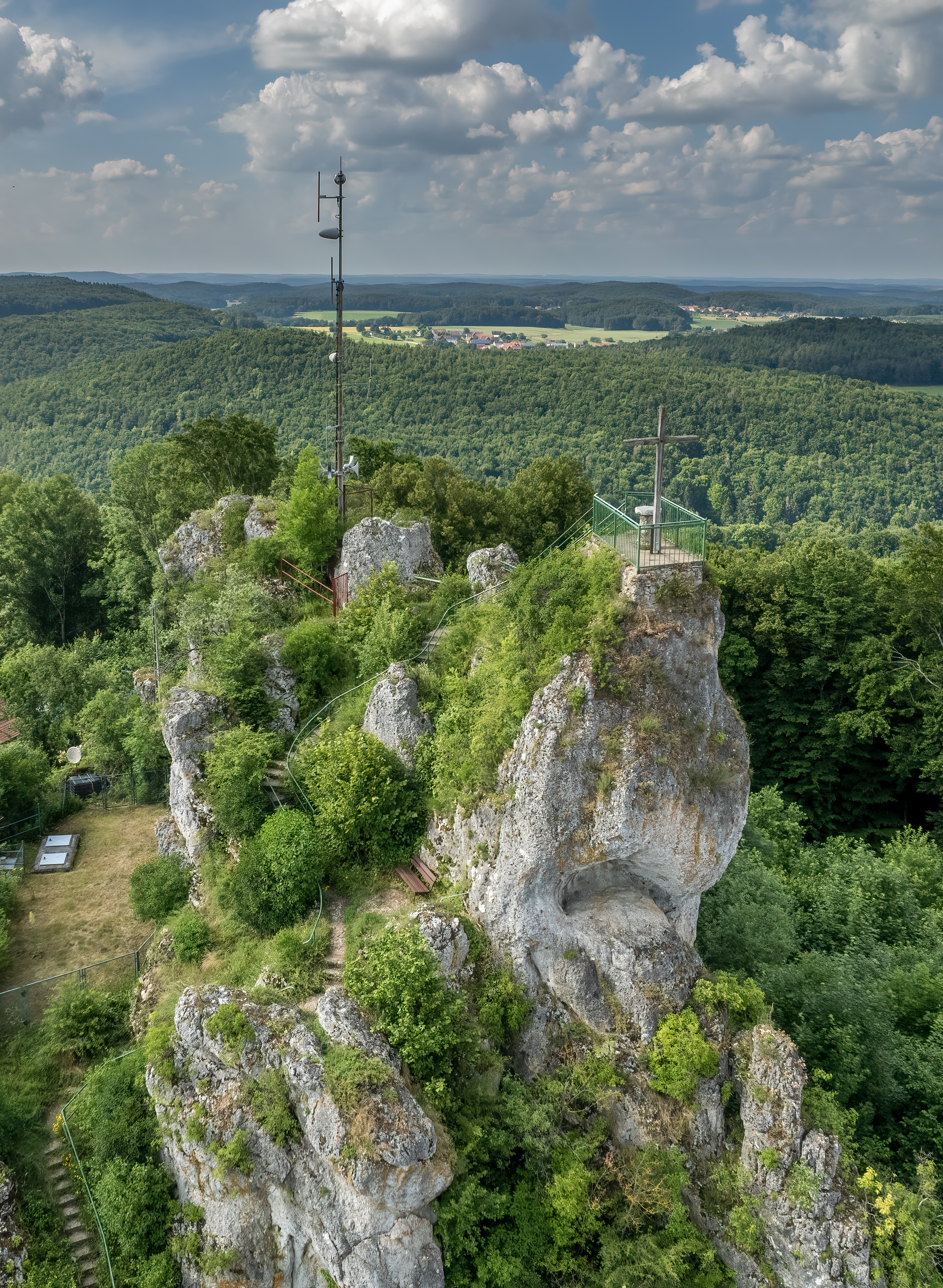
Wichsensteiner Fels